# L'Adorar
L'Adorar i el pla de l'Adorar conformen un indret del municipi de Sant Martí de Centelles (Osona), situat al sud-oest del barri de l'Abella (nucli principal) entre la Colònia Oller i sota de la línia de les cingleres de Cerdà.
Ben conservat, s'hi troben prats mesòfils calcícoles amb orquídies com l'espècie endèmica abellera catalana.
Per l'indret hi transita el GR Matagalls-Motserrat (tram Aiguafreda-Sant Miquel del Fai) passant per l’Abella, el Pla de l’Adorar, les Piscines de l’Oller-Valldaneu, el Castellar i el Collet de la Pedra Dreta.